# Moraea verecunda
Moraea verecunda är en irisväxtart som beskrevs av Peter Goldblatt. Moraea verecunda ingår i släktet Moraea och familjen irisväxter. Inga underarter finns listade i Catalogue of Life.